# Georges Bilot
Pour les articles homonymes, voir Bilot.
Georges Bilot, né le 12 mai 1885 à Paris 11e et mort le 9 février 1964 à Lutz-en-Dunois (Eure-et-Loir), est un footballeur français.
Défenseur parisien licencié au CA Paris, il dispute le premier match de l'histoire de l'équipe de France de football le 1er mai 1904 à Bruxelles (3-3), au côté de son frère aîné Charles qui était plus talentueux que lui. Cela restera son unique sélection.
Georges Bilot, par ailleurs excellent nageur et joueur de water-polo, a vu sa carrière contrariée par la maladie (fièvre typhoïde en 1905). Mobilisé pendant la guerre au sein du 21e régiment de dragons, il combat en Belgique et sur la Marne où il a fait acte de bravoure à quatre reprises avant d’être blessé à la cuisse droite le 18 juillet 1918. Cela lui vaudra d’être décoré de la Croix de guerre, de l’Étoile de vermeil et de l’Étoile d’argent. Revenu dans le civil, il devient restaurateur et entrepreneur de transports.

## Clubs
- CA Paris (saison 1905-1906[3])